# Кристиян Петков
Кристиян Костадинов Петков е български футболист на Добруджа (Добрич). Играе като централен нападател, но може да се изявява и по десния фланг на атаката. Силният му крак е левият.

## Състезателна кариера
Започва да тренира футбол на осемгодишна възраст в школата на Добруджа (Добрич). Първият му треньор е Радослав Боянов, а по-късно Димитър Недялков. Носител е на индивидуални награди, сред които Най-добър нападател на втори и трети „Детски футболен турнир Петър Боянов – Албена“, съответно през 2007 и 2008 година. Получава предложения от ДЮШ на ЦСКА (София) и ДЮШ на Левски (София), но той решава да продължи развитието си в Академия Литекс. През 2009 г. преминава при „оранжевите“, където треньори са му последователно Димитър Здравчев, Ивайло Станев и Евгени Колев с който през 2011 г. става шампион в Елитната юношеска група до 17 години, а две години по-късно и в Елитната юношеска група до 19 години.
Има и един загубен финал за Купата на БФС при набор 93 през 2011 г. През 2012 година става шампион и голмайстор на Международния юношески турнир „Юлиян Манзаров“.
В края на 2012 година старши треньорът на Литекс Христо Стоичков го взима при мъжете. Официалният му дебют за първия отбор е на 22 декември 2012 г. в мач за Купата на България срещу отбора на Спартак (Варна).
През лятото на 2013 г. е пратен под наем във водения от Светослав Тодоров и борещ се за промоция в А група отбор на Добруджа.

## Национален отбор
Първата си повиквателна за националния отбор до 17 г. получава през 2010 г. от треньора Ферарио Спасов. Има записани срещи срещу връстниците си от Гърция, Хърватия и Израел.
За формацията при 19-годишните с треньор Владо Стоянов участва в квалификациите за европейско първенство за юноши до 19 г., като записва участие срещу Дания, Португалия, Андора, Австрия. Носи равенството за 1:1 срещу отбора на Унгария.

## Успехи
- Шампион Елитна юношеска група до 17 години 2010 – 11
- Шампион Елитна юношеска група до 19 години 2012 – 13
- Шампион и Голмайстор на Международен юношески турнир „Юлиян Манзаров“ – 2012 г.
- Купа на БФС
  - Финалист – 2011